# San Juan Huactzinco
San Juan Huactzinco là một đô thị thuộc bang Tlaxcala, México. Năm 2005, dân số của đô thị này là 6577 người.